# Jonas Kjellgren
Per Jonas Kjellgren, född 4 juli 1977 i Avesta, Dalarna, är en svensk musiker och producent. Han är basist i industrimetal-bandet Raubtier och gitarrist i death metal-banden Ironmaster och Nekrodawn. I  den senare gruppen står han även för sången. Han arbetar också som musikproducent och driver den egna studion Black Lounge Studios i Grangärde.

## Musikerkarriär
Jonas Kjellgren har sedan mitten av 1990-talet medverkat i ett flertal dalabördiga metalband, däribland Dellamorte och Centinex. Han var sångare i thrash metal-bandet Carnal Forge mellan 1997 och 2004 och var medgrundare till melodic death metal-bandet Scar Symmetry, där han spelade gitarr och keyboard mellan 2004 och 2013. Sedan 2011 spelar han basgitarr i Raubtier.
Utöver sina huvudband har Kjellgren medverkat som gästmusiker på ett flertal namnkunniga metalbands studioalbum, däribland Hypocrisy, Pain, Sonic Syndicate och Sabaton.

## Musikproducent
Kjellgren driver den egna musikstudion Black Lounge Studios i Grangärde. Han har producerat, mixat och mastrat studioalbum åt bland andra Amorphis, Bloodbound, Dark Funeral, Dynazty, Immortal, Katatonia, Majestica, Overkill, Skyfire, Tad Morose och The Crown.

## Diskografi i urval

### Nekrodawn
- Sculpted by Torture (2024)

### Ironmaster
- Thy Ancient Fire (2022)
- Weapons of Spiritual Carnage (2023)

### Raubtier
- Från Norrland till helvetets port (2012)
- Pansargryning (2014)
- Bärsärkagång (2016)
- Överlevare (2019)

### Scar Symmetry
- Symmetric in Design (2005)
- Pitch Black Progress (2006)
- Holographic Universe (2008)
- Dark Matter Dimensions (2009)
- The Unseen Empire (2011)

### Carnal Forge
- Who's Gonna Burn (1998)
- Firedemon (2000)
- Please... Die! (2001)
- The More You Suffer (2003)
- Aren't You Dead Yet? (2004)

### Centinex
- Hellbrigade (2000)
- Diabolical Desolation (2002)
- Decadence - Prophecies of Cosmic Chaos (2004)
- World Declension (2005)

### Dellamorte
- Everything You Hate (1996)
- Uglier and More Disgusting (1997
- Home Sweet Hell... 1999)